# Jan (Sacranus) z Oświęcimia
Jan (Sacranus) z Oświęcimia herbu Wieniawa, inne formy nazwiska: Sacran, Sacrarius, Johannes Sacranus, Johannes Bartholomei de Osswanczin (ur. w 1443 w Oświęcimiu, zm. 7 grudnia 1527 w Krakowie) – profesor Akademii Krakowskiej, rektor (1493-1495, 1512-1513 i 1521), kapelan i spowiednik królów: Jana Olbrachta, Aleksandra i Zygmunta I Starego, kanonik krakowski i kujawski, królewski agent dyplomatyczny, teolog, mówca i epistolograf.

## Życiorys
Jan (Sacranus) był Janem z Oświęcimia młodszym. Należy go odróżnić od starszego Jana (Bebera) z Oświęcimia, rektora w latach 1479–1480 oraz innego, najwcześniej występującego Jana (Piotrowicza) z Oświęcimia (wpisany na Akademię Krakowską w 1443)
Jan wpisał się na Akademię Krakowską w 1459, w 1465 promowany został na bakałarza, a w 1469 uzyskał mistrzostwo sztuk wyzwolonych. Już w okresie krakowskich studiów ogarnęły go podmuchy humanizmu (wykłady Jakuba Publiciusa z Florencji w 1469/1470). Swój związek z nowym prądem pogłębił Jan w czasie długiej podróży do Włoch (1470-1475). W Rzymie był uczniem sławnego wtedy humanisty Francesca Filelfa; prawdopodobnie był tu także uczniem głośnego grecysty Jana Argyropula. W czasie tego kilkuletniego pobytu w Wiecznym Mieście nie uzyskał, co należało wówczas do rzadkości, doktoratu w wyższych fakultetach. Po powrocie do Krakowa wykładał na Akademii Krakowskiej do 1492 na Wydziale Artystów. Był dwukrotnie jego dziekanem; w półroczu letnim 1479 i zimowym 1491/1492. Od 1492 do końca swoich dni pracował na Wydziale Teologicznym, na którym przed 1498 uzyskał doktorat.
Zamiłowanie Sacranusa do nowego prądu znalazło wyraz w opracowywanym przez niego jeszcze w okresie młodości podręczniku epistolografii dla celów dydaktycznych. Podręcznik na gruncie krakowskim cieszył się dużym wzięciem, czego dowodzą jego cztery wydania ogłoszone drukiem, w edycjach późniejszych wzbogacone o wzory fikcyjnych listów (b.r.wyd., 1507, 1512, 1520).
W Akademii zaznaczył się jako jeden z pierwszych propagatorów humanizmu. Był gorącym zwolennikiem muz w literaturze i nauce. Jak go wówczas określano „w wierszu przedni, w prozie doskonały”, potrafił swoich uczniów wprowadzać w dokładną znajomość Cycerona i sławnych mistrzów wymowy. Poeta Andrzej Krzycki, przyznając mu pierwszeństwo z zakresu humanizmu, sławił płynącą z jego ust „dulcis facundia”, co można tłumaczyć jako „słodką, powabną wymowność”. Nawet gdy jako tzw. profesor królewski obowiązany był do wykładów arystotelesowskich chętnie zbaczał w sferę autorów starożytnych (Marcus Tullius Cicero) i starochrześcijańskich (biskup z Troyes Prudencjusz).
Nie podzielał skrajnych dążności, z jakimi występowali radykalni zwolennicy nowego prądu. Pozostawał na kompromisowym stanowisku i wypowiadał się za istniejącym stanem i porządkiem zwłaszcza na Uniwersytecie. Niesłuszne przypisywano mu przez dawniejszą historiografię (w szczególności przez Józefa Szujskiego) rzekomych wystąpień przeciw przedstawicielom humanizmu.
W latach dziewięćdziesiątych występował jako oficjalny mówca uniwersytecki, witając przyjeżdżające do Krakowa osobistości polityczne i kościelne. Piastując funkcję rektora Akademii Krakowskiej miał znaczny wpływ na losy tej uczelni. Wybrany na półrocze zimowe 1493/94 pełnił ten urząd przez trzy półroczne kadencje (do półrocza letniego 1495 włącznie); sprawował go jeszcze potem dwukrotnie (w półroczu zimowym i letnim 1512/13). Za tej ostatniej kadencji otrzymał specjalne pełnomocnictwa od biskupa krakowskiego Jana Konarskiego jako kanclerza Uniwersytetu do opanowania postępującego rozkładu i dezorganizacji. U współczesnych zyskał dzięki swej rzutkości, energii i dbałości o sprawy uczelni miano najgorętszego jej orędownika. Przypisuje mu się odnowienie po pożarze gmachu Collegium Maius w 1493 i ozdobienie go dziedzińcem krużgankowym na wzór włoski. Niemniej swym nieustępliwym i bezkompromisowym stanowiskiem narażał Uniwersytet na poważne wstrząsy. Okazało się to zwłaszcza w czasie rektorstwa w 1512, kiedy to broniąc zespół profesorski przed nałożeniem nadzwyczajnej kontrybucji na potrzeby wojny z Rosją, naraził uczelnię na gwałtowny, długotrwały konflikt z biskupem Konarskim; konflikt ten oparł się aż o Kurię Rzymską i spowodował czasowe ustanie wykładów. Spór skończył się ostatecznie kompromisem dopiero w 1514.
Powołany przez Jana Olbrachta na kapelana królewskiego (magister capellae Reggae), pełnił Sacranus obowiązki spowiednika trzech królów: Jana Olbrachta, Aleksandra i Zygmunta I Starego. Na stanowisku tym okazał się wybitną osobistością, wpływającą niejednokrotnie na bieg wypadków ogólnopaństwowych. Odgrywał zwłaszcza dużą rolę przy boku Aleksandra; był poręczycielem jego długów; w 1505 z jego polecenia wyjechał z misją dyplomatyczną do królewicza Zygmunta (od 1504 zarządcy całego Śląska i Łużyc Dolnych) i książąt śląskich odbywających zjazd w Opawie z doniosłą propozycją zawiązania konfederacji polsko-czeskiej i oddania Zygmuntowi wielkorządztwa w Czechach. Spotkało się to ze strony książąt czeskich z przychylnym przyjęciem, jednak nie miało szans realizacji. W roku tym wraz z kanclerzem Janem Łaskim sprzeciwił się stanowczo w Brześciu Litewskim planowanej przez króla akcji represyjnej w stosunku do niektórych panów litewskich i polskich.
Istotną rolę odegrał Sacranus w dziejach usiłowań unijnych między Kościołem zachodnim a wschodnim. Przybył on na życzenie biskupa wileńskiego Wojciecha Tabora z początkiem 1501 z misją od Jana Olbrachta do wielkiego księcia Aleksandra i przygotował (przed majem tego roku) traktat w tej sprawie zatytułowany Elucidarius errorum ritus Ruthenici (wyd. Kraków 1507) a skierowany przeciw prowadzonym staraniom o unię, gorąco popieranych natomiast przez panującą dynastię. To dzieło teologiczne uczyniło Jana Sacranusa drugim po Jakubie z Paradyża teologiem polskim doby odrodzenia. Zgodnie ze stanowiskiem większości episkopatu polskiego wypowiedział się w traktacie stanowczo przeciw równorzędności obydwu Kościołów przy zawarciu unii, wyliczył 40 „błędów” Kościoła wschodniego i zażądał przy powrocie do Kościoła łacińskiego powtórnego chrztu. Zaatakował przy tym wprost zakon bernardynów jako orędowników połączenia. Stanowisko Jana łącznie z ubiegłorocznymi wydarzeniami wojennymi a zwłaszcza z klęską Litwinów w bitwie nad Wiedroszą (14 lipca 1505) i powiązanym z tym wzrostem niechęci do Moskwy przyczyniło się do zaprzestania akcji unijnej. Stało się tak pomimo sprzyjającego stanowiska papieża Aleksandra VI w tej kwestii, który między innymi odrzucił skrajne żądanie rebaptyzacji.
Jako duchowny posiadał Jan liczne, przynoszące znaczne dochody prebendy: był kanonikiem katedralnym krakowskim i włocławskim (kujawskim), kanonikiem kolegiaty w Sandomierzu (do 1505), proboszczem kościoła św. Mikołaja w Krakowie (1469-1502), Osieku i Proszowicach. Jako proboszcz parafii proszowickiej, w roku 1503 wyjednał u króla zezwolenie na budowę szpitala dla ubogich w Proszowicach.

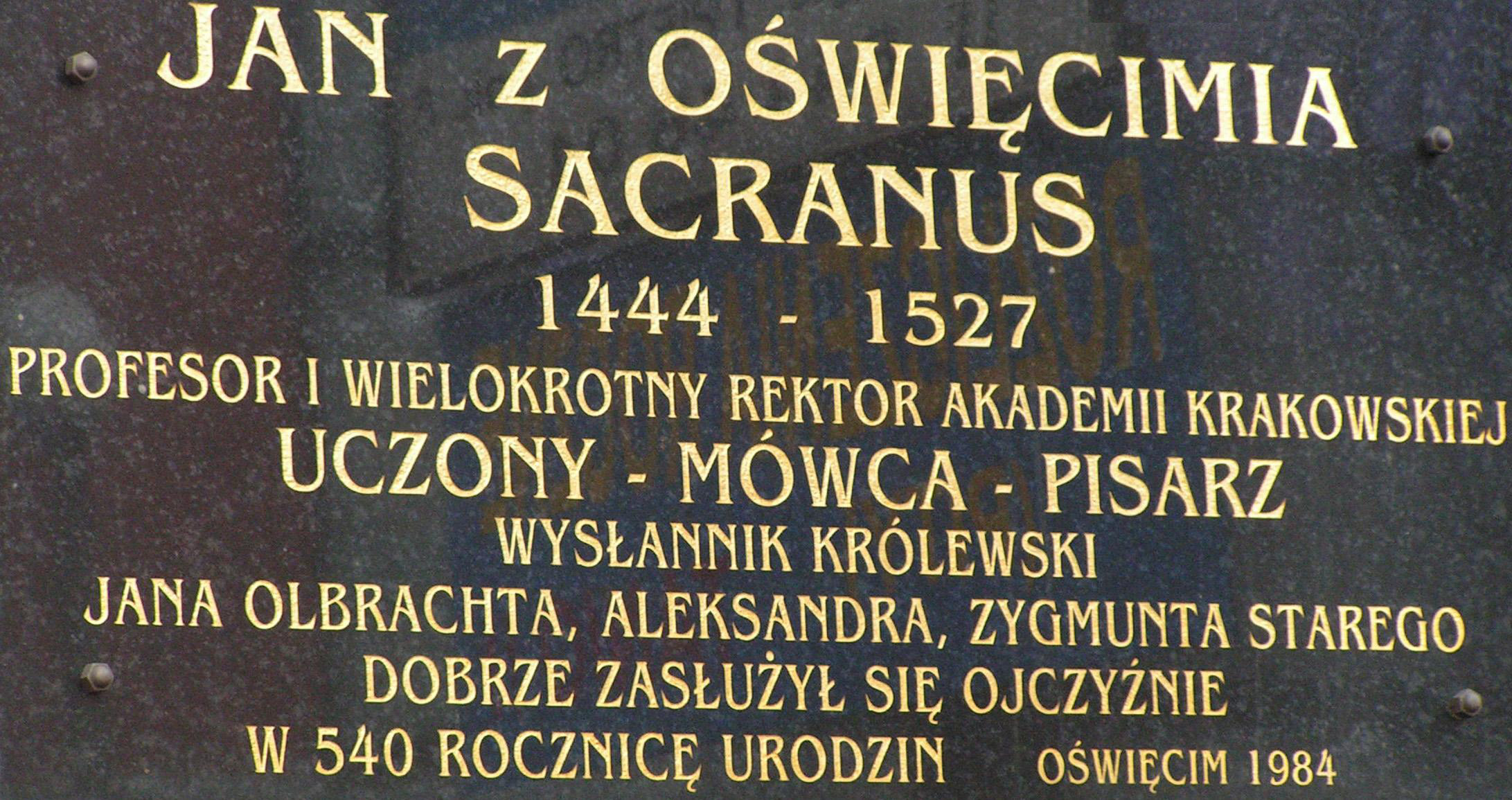
Tablica pamiątkowa na Rynku Głównym w Oświęcimiu

Był człowiekiem niezwykle żywotnym; mając 77 lat, w 1520, pielgrzymował do Rzymu. Zmarł 7 grudnia 1527 w Krakowie w sędziwym jak na owe czasy wieku 84 lat. Został pochowany w katedrze wawelskiej.
Swoją cenną, złożoną ze wszystkich niemal działów wiedzy bibliotekę przekazał Sacranus częściowo za życia (w 1525) i w testamencie bibliotekom Uniwersytetu Krakowskiego.
Księgozbiór obejmował kilkanaście inkunabułów i druków XVI w. oraz kilka rękopisów, na których noty proweniencyjne wskazują wyraźnie na Sacranusa jako właściciela. Pochodziły one z kupna, darów (dzieła Alberta Wielkiego otrzymane od biskupa krakowskiego Fryderyka Jagiellończyka) lub były ofiarowane Sacranusowi w dożywotnie używanie od nauczyciela Mikołaja Kopernika, Macieja z Kobylina i od malarza Michała z Krosna. Były to głównie dzieła teologiczne świętych; Ambrożego, Augustyna, Bonawentury oraz najcenniejsze – czterotomowa summa teologa florenckiego arcybiskupa Antonina. Sacranus posiadał też kodeksy o charakterze encykliki.
W 1984 na kamienicy pod nr 20 w Rynku Głównym w Oświęcimiu odsłonięta została tablica pamiątkowa poświęcona Sacranowi.

## Twórczość

### Ważniejsze utwory i mowy
- Elucidarius errorum rithus Ruthenici, powst. wiosną 1501 na Litwie, wyd.: prawdopodobnie 1501 lub nieco później[1]; fragm. wydano pt. Errores atrocissimorum Ruthenorum (po 1527); całość przedr.: J. Łasicki De Prussorum, Moscovitarum et Tartarorum religione, sacrificiis, nuptinarum, funerum ritu, Spira 1582; A. Gwagnin Rerum polonicarum tomi tres, t. 2, Frankfurt 1584 (polemiczny traktat przeciw obrządkom Kościoła wschodniego)
- Modus epistolandi, wyd. Stanisław z Łowicza (brak miejsca i roku wydania); wyd. następne: Kraków 1507, drukarnia J. Haller; Kraków 1512; Kraków 1520[3]
- Invitativa oratio divi Alberti Poloniae regis ingredientis primum urbem Cracoviam, wygł. 2 grudnia 1492, ogł. J. Fijałek „Studia do dziejów Uniwersytetu Krakowskiego”, Rozprawa AU Wydział Filologiczny, t. 29 (1899), s. 42-44 i odb. Kraków 1898
- Oratio ad regem invitativa per infantem puerulum (z wierszem na cześć Jana Olbrachta), ogł. J. Fijałek „Studia do dziejów Uniwersytetu Krakowskiego”, Rozprawa AU Wydział Filologiczny, t. 29 (1899), s. 44-45
- Invitativa oratio... in ingressu primo... principis Frederici in urbem Cracoviam, wygł. 14 grudnia 1493, ogł. J. Fijałek „Studia do dziejów Uniwersytetu Krakowskiego”, Rozprawa AU Wydział Filologiczny, t. 29 (1899), s. 45-47
- Oratio... pro suscepcione dicti domini cardinalis... edita nomine capituli crac., ogł. J. Fijałek „Studia do dziejów Uniwersytetu Krakowskiego”, Rozprawa AU Wydział Filologiczny, t. 29 (1899), s. 48-49
- Oratio laudativa... pro Andreolo puero (z wierszem), wygł. 25 grudnia 1493, ogł. J. Fijałek „Studia do dziejów Uniwersytetu Krakowskiego”, Rozprawa AU Wydział Filologiczny, t. 29 (1899), s. 49-51
- Ad episcopum, ogł. J. Fijałek „Studia do dziejów Uniwersytetu Krakowskiego”, Rozprawa AU Wydział Filologiczny, t. 29 (1899), s. 51
- Invitativa... pro episcopo posnaniensi, ogł. J. Fijałek „Studia do dziejów Uniwersytetu Krakowskiego”, Rozprawa AU Wydział Filologiczny, t. 29 (1899), s. 51-52; rękopis znajdował się w Bibliotece Petersburskiej, sygn. Lat. 8°, nr 63
- Invitativa... pro episcopo kuiaviensi, ogł. J. Fijałek „Studia do dziejów Uniwersytetu Krakowskiego”, Rozprawa AU Wydział Filologiczny, t. 29 (1899), s. 52
- Wiersze łacińskie w różnych współczesnych dziełach, ogólnikową wiad. podał M. Wiszniewski Historia literatury polskiej, t. 3, Kraków 1841, s. 372

### Materiały
- Pozwolenie na rezygnację z kanonii sandomierskiej, dat. 25 maja 1505; zatwierdzenia królewskie fundacji Jana Oświęcimia z lat 1508, 1517; ogł. T. Wierzbowski Materiały do dziejów piśmiennictwa polskiego, t. 1, Warszawa 1900
- Materiały do dziejów działalności uniwersyteckiej – zob. „Conclusiones Universitatis Cracoviensis ab anno 1441 ad annum 1589”, wyd. H. Barycz, Kraków 1933, Archiwum do Dziejów Oświaty i Szkolnictwa w Polsce nr 2